# (3797) Ching-Sung Yu
(3797) Ching-Sung Yu est un astéroïde de la ceinture principale.

## Description
(3797) Ching-Sung Yu est un astéroïde de la ceinture principale. Il fut découvert le 22 décembre 1987 à Harvard par l'Observatoire Oak Ridge. Il présente une orbite caractérisée par un demi-grand axe de 3,22 UA, une excentricité de 0,14 et une inclinaison de 0,8° par rapport à l'écliptique.